# Sin Thejong
Sin Thejong (hangul: 신태용, handzsa: 申台龍, RR: Sin Tae-yong; 1970. április 11.–) dél-koreai labdarúgó, labdarúgóedző, 2017-től 2018-ig a dél-koreai labdarúgó-válogatott szövetségi kapitánya volt.

## Pályafutása
Felnőtt pályafutása nagy részében a Szongnam (Seongnam) FC támadó középpályása volt, majd 2005-ben a Queensland Roar FC-hez szerződött, de egy sérülés miatt hamar visszavonult. A klub felajánlotta neki a segédedzői posztot, melyet elfogadott.
2017-ben lett a dél-koreai labdarúgó-válogatott szövetségi kapitánya. Szerződését a 2018-as labdarúgó-világbajnokság után nem hosszabbították meg.